# 佐野俊英
佐野 俊英（さの としひで、4月20日 - ）は、日本のゲーム原画家、イラストレーター。北海道出身。株式会社テックアーツのアダルトゲームブランド・G.J?に所属していた。

## 経歴
学生時から美術を学び、デザイン学校に入学。卒業後、グラフィッカーとして「有限会社（現・株式会社）テックアーツ」に入社。当時社のメイン原画家だった「葉沢武梓」が退社したために急遽原画に抜擢された。
「MBS TRUSE」（現・MBS TRUTH）時代はシナリオライターの「猫柳まんぼ」と組んでいたが、佐野俊英を前面に押し出すというコンセプトから「Ripe」（ライプ）が設立され、2001年『Private Emotion』でお姉さんキャラを描きブレイクした。その後「本来持っていたテーマの達成」を理由に「Ripe」の活動を休止、新ブランド「G.J?」でお姉さん系を主体にしたキャラを描く。テックアーツブランドの解散後はリリス (ブランド)で活動中。
「佐野俊英」という名はペンネームで自身の妻が使っていたペンネームに由来する。2017年以降からはさのとしひでの名義を使用中。

## 主な原画担当作品
- MBS TRUSE
  - 1998年4月30日 - 化粧桜
  - 1999年2月26日 - 召喚者
- Ripe
  - 1999年12月10日 - すいーとじぇみに -僕の妹-
  - 2000年8月11日 - ペンシラー☆カナ
  - 2001年1月26日 - 雪のにおいと風のいろ
  - 2001年10月19日 - Private Emotion
  - 2002年5月31日 - とらぶる☆とらいあんぐる
  - 2002年10月18日 - Nonfiction〜題名のないラブストーリー〜
  - 2003年4月18日 - 妹☆妹（まい☆しすたぁ）〜Sweet Gemini〜
- テックアーツ
  - 2003年4月25日 - 六本合体GODまんず
- G.J?
  - 2003年10月24日 - アキバ系彼女
  - 2004年5月28日 - 双子ノ母性本能
  - 2004年10月29日 - 姉とボイン
  - 2004年10月29日 - アキバ系彼女 廉価版
  - 2005年7月29日 - 七人のオンラインゲーマーズ〜オフライン〜
  - 2006年4月28日 - 妻とママとボイン
  - 2006年12月15日 - Queenボンジョルの!〜女王は制服を脱いだ〜
  - 2007年8月24日 - あなたの知らない看護婦〜性的病棟24時〜
  - 2008年5月30日 - 魔女道 〜あの散り際の美しさ〜
  - 2009年4月17日 - 姫とボイン
  - 2009年11月20日 - 佐野俊英が、あなたの専用原画マンになります
  - 2010年8月27日 - セックスライフ〜SEX LIFE〜
  - 2011年10月21日 - マドンナ～完熟ボディCollection～
  - 2012年12月21日 - 百機夜行
  - 2013年7月26日 - メイドさんとボイン魂[2]
  - 2014年2月28日 - 110～産婦人科 死刑囚 病院ジャック～
- ヴィーナス
  - 2014年10月31日 - ママとボクのカラダのしくみ お母さんに膣内射精したら親孝行な世界
- Venus_S
  - 2015年6月26日 - 姉とプリンセスは嫌われたくない。 －俺のラブコメ18禁フラグ、またしても管理できず－
- リリス
  - 2017年5月22日より - 対魔忍アサギ 決戦アリーナ（カテジナ、雨垂ナツメ、天宮紫水、ニーナ、鉄華院カヲル、セレン・プラチナム、バレンティア）
  - 2019年4月19日 - ママは対魔忍

## イラスト・挿絵
- 化粧桜
  - 1999年2月発行
  - 著者：片桐彰雄、原作：May-Be SOFT TRUSE
  - 出版元：ベストセラーズ（Bestゲームノベルスシリーズ）
- Private Emotion
  - 2002年3月発行
  - 著者：九頭竜坂瞬、原作：Ripe
  - 出版元：イーグルパブリシング（PUMPKIN NOVELS21）
- 家族計画〜絆箱〜 キャラクターブック
  - 2002年12月27日発売
  - 発売元：D.O. ゲストとして、イラスト1点掲載
- SEXFRIEND-セックスフレンド- ビジュアルファンブック
  - 2003年10月1日発行
  - 出版元：MCプレス イラスト1点掲載
- ときどきパクッちゃお! ぱくっちイラスト集
  - 2004年10月8日発売
  - 発売元：XANADU（キサナドゥ） ゲストとして、イラスト1点掲載
- 電撃姫イラストコレクション Moe Side
  - 2005年2月発行
  - 発売元：メディアワークス イラスト2点掲載
- 陰陽弓姫 小夜 淫種の呪縛
  - 2005年3月発行
  - 著者：遙彼方
  - 出版元：キルタイムコミュニケーション（二次元ドリームノベルズ151）
- 姉とボイン
  - 2005年3月25日発行
  - 著者：谷口東吾
  - 出版元：パラダイム
- 七人のオンラインゲーマーズ〜オフライン〜
  - 2005年11月発行
  - 著者：森崎亮人
  - 出版元：パラダイム
- Cutey Girls Collection
  - 2006年5月22日発行
  - 発行元：晋遊舎
- 妻とママとボイン
  - 2006年7月25日発行
  - 著者：森崎亮人、原作：G.J?
  - 出版元：パラダイム
- Queenボンジョルの!〜女王は制服を脱いだ〜 アンソロジーコミック XOゲーム COMIX
  - 2007年3月30日発行
  - 著者：アンソロジー
  - 出版元：オークス
- Queenボンジョルの!〜女王は制服を脱いだ〜 パラダイムノベルズ
  - 2007年4月25日発行
  - 著者：前薗はるか、原作：G.J?
  - 出版元：パラダイム
- あなたの知らない看護婦〜性的病棟24時〜 パラダイムノベルズ
  - 2007年11月27日発行
  - 著者：雑賀匡
  - 出版元：パラダイム
- あなたの知らない看護婦〜性的病棟24時〜 アンソロジーコミックス 二次元ドリームコミックス
  - 2007年11月30日発行
  - 著者：アンソロジー
  - 出版元：キルタイムコミュニケーション
- 魔女道 〜あの散り際の美しさ〜 パラダイムノベルズ
  - 2008年8月29日発行
  - 著者：布施はるか、原作：G.J?
  - 出版元：パラダイム
- 姫とボイン パラダイムノベルズ
  - 2009年7月31日発行
  - 著者：RICOTTA、原作：G.J?
  - 出版元：パラダイム
- 神のみぞ知るセカイ
  - テレビアニメ、テレビ東京系列(TXN)
  - 第8話 予告イラスト

## 画集
- May-be SOFT TRUSE 設定原画集2
  - 1999年1月20日発行
  - 発行元：株式会社コンパス
- TRUSE原画集 Vol.3 （CD-ROM媒体）
  - 1999年10月15日発売
  - 発売元：MBS TRUTH
- Ripe公式 佐野俊英アートワークス
  - 2002年4月発行
  - 発行元：ターニングポインツ
- 「All About G.J?」 G.J?オフィシャルファンブック
  - 2006年6月15日発行
  - 発行元：宙出版
- 佐野俊英イラストレーションズ
  - 2007年8月31日発行
  - 発行元：キルタイムコミュニケーション